# Arboricornus ruber
Arboricornus ruber là một loài bướm đêm trong họ Noctuidae.